# Therlinya horsemanae
Therlinya horsemanae is een spinnensoort in de taxonomische indeling van de Stiphidiidae.
Het dier behoort tot het geslacht Therlinya. De wetenschappelijke naam van de soort werd voor het eerst geldig gepubliceerd in 2002 door M.R. Gray & H. M. Smith.